# Legislatura
Legislatura je doba, za katero je zakonodajno telo izvoljeno, in skupek zakonov, ki so bili izdani v tej dobi. 
Legislatura stopi v veljavo na podlagi volitev, ko so bile izvoljene osebe uradno predstavljene. Njeno trajanje je navadno določeno z ustavnim zakonom in je lahko predčasno ukinjeno.

## Italijanska legislatura
Legislatura italijanskega parlamenta je predvidena za pet let in se lahko podaljša v primeru vojne (člen 60 Ustave). Od ustanovitve republike do danes (2013) je bilo 18 legislatur , ki jih Italijani (razen prve) označujejo z rimskimi številkami, in sicer:
- ustavodajna skupščina, doba trajanja 25.6.1946 – 31.1.1948
- I Legislatura, doba trajanja 8.5.1948 – 24.6.1953
- II Legislatura, doba trajanja 25.6.1953 – 11.6.1958
- III Legislatura, doba trajanja 12.6.1958 – 15.5.1963
- IV Legislatura, doba trajanja 16.5.1963 . 4.6.1968
- V Legislatura, doba trajanja 5.6.1968 – 24.5.1972
- VI Legislatura, doba trajanja 25.5.1972 – 4.7.1976
- VII Legislatura, doba trajanja 5.7.1976 – 19.6.1979
- VIII Legislatura, doba trajanja 20.6.1979 – 11.7.1983
- IX Legislatura, doba trajanja 12.7.1983 – 1.7.1987
- X Legislatura, doba trajanja 2.7.1987 – 22.4.1992
- XI Legislatura, doba trajanja 23.4.1992 – 14.4.1994
- XII Legislatura, doba trajanja 15.4.1994 – 8.5.1996
- XIII Legislatura, doba trajanja 9.5.1996 – 29.5.2001
- XIV Legislatura, doba trajanja 30.6.2001 – 27.4.2006
- XV Legislatura, doba trajanja 28.4.2006 – 28.4.2008
- XVI Legislatura, doba trajanja 29.4.2008 – 14.3.2013
- XVII Legislatura, doba trajanja 15.3.2013 - ?